# Zydel

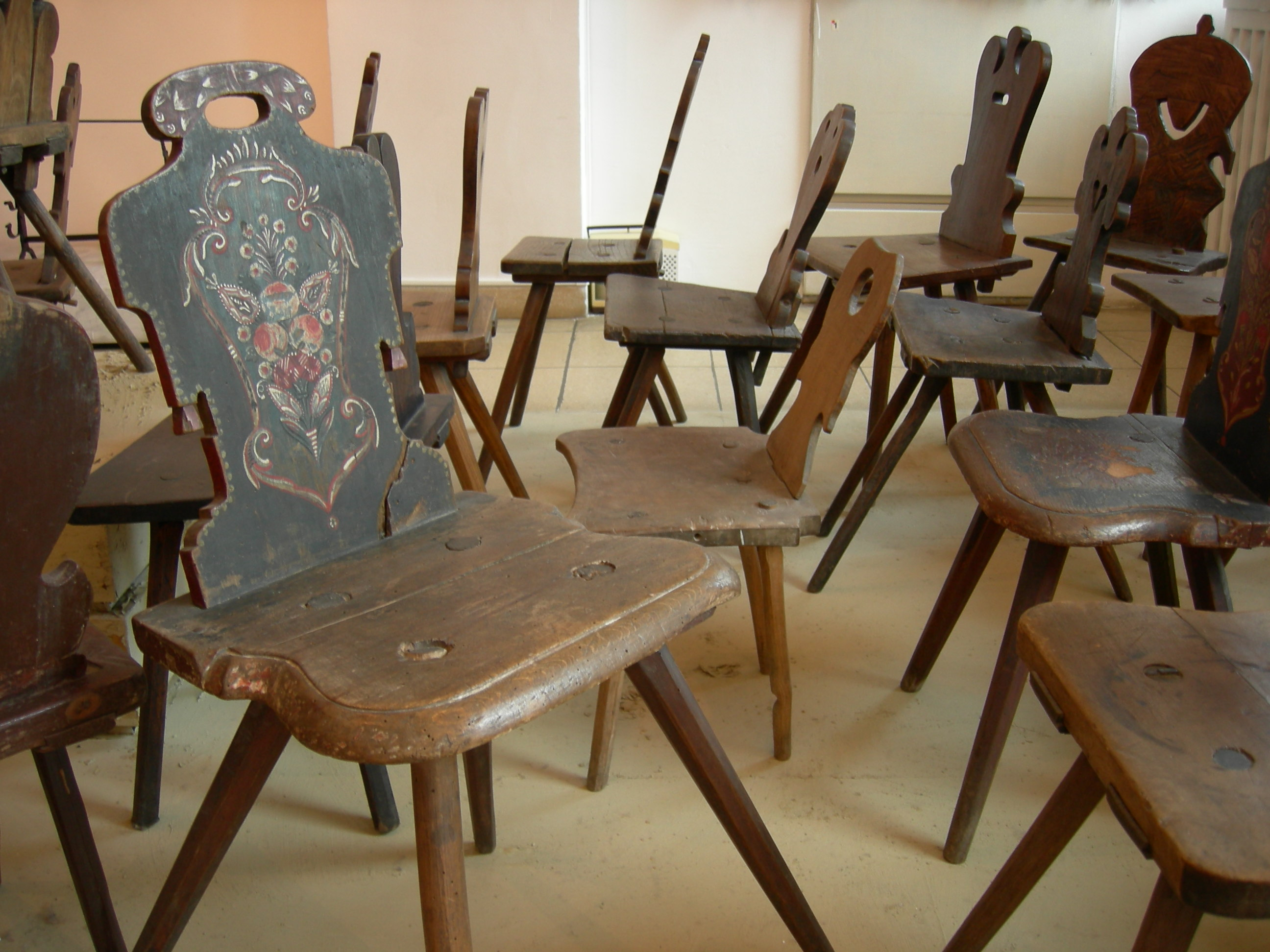
Zydle pochodzące z Rumunii

Zydel – mebel do siedzenia, odmiana krzesła twardego, przeważnie w konstrukcji bezoskrzyniowej lub deskowej. 
Zydel wspiera się na trzech lub czterech nogach, zawsze lekko skierowanych na zewnątrz. Siedzisko ma kształt zbliżony do trapezu. Wywodzi się od sgabello.